# Епархия Нячанга
Епархия Нячанга (лат. Dioecesis Nhatrangensis) — епархия Римско-Католической Церкви с центром в городе Нячанг, Вьетнам. Епархия Нячанга входит в митрополию Хюэ. Кафедральным собором епархии Нячанга является церковь Христа Царя.

## История
5 июля 1957 года Римский папа Пий XII издал буллу «Crescit laetissimo», которой учредил апостольский викариат Нячанга, выделив его из апостольского викариата Куинёна (сегодня — Епархия Куинёна) и Сайгона (сегодня — Архиепархия Хошимина).
24 ноября 1960 года Римский папа Иоанн XXIII издал буллу «Venerabilium Nostrorum», которой преобразовал апостольский викариат Нячанга в епархию.
30 января 1975 года епархия Нячанга передала часть своей территории для возведения новой епархии Фантхьена.

## Ординарии епархии
- епископ Raymond-Marie-Marcel Piquet M.E.P.[1] (5.07.1957 — 3.07.1966);
- епископ Франсуа Ксавье Нгуен Ван Тхуан (13.04.1967 — 24.04.1975);
- епископ Paul Nguyên Van Hòa (25.04.1975 — 4.12.2009);
- епископ Joseph Vo Duc Minh (4.12.2009 — по настоящее время).

## Источник
- Annuario Pontificio, Libreria Editrice Vaticana, Città del Vaticano, 2003, стр. 958, ISBN 88-209-7422-3
- Булла Crescit laetissimo (лат.) // Acta Apostolicae Sedis. — Typis Polyglottis Vaticanis, 1958. — Num. 50. — P. 109. Архивировано 29 февраля 2012 года.
- Булла Venerabilium Nostrorum (лат.) // Acta Apostolicae Sedis. — Typis Polyglottis Vaticanis, 1961. — Num. 53. — P. 229, 348. Архивировано 29 февраля 2012 года.